# Edgecomb
Edgecomb város az USA Maine államában, Lincoln megyében. Lakosainak száma 1188 fő (2020. április 1.).

## Népesség
A település népességének változása:

| 2010 | 1 249 |
| 2020 | 1 188 |